# Municipio de Shepherd
El municipio de Shepherd (en inglés: Shepherd Township) es un municipio ubicado en el condado de Walsh en el estado estadounidense de Dakota del Norte. En el año 2010 tenía una población de 37 habitantes y una densidad poblacional de 0,4 personas por km².

## Geografía
El municipio de Shepherd se encuentra ubicado en las coordenadas 48°19′57″N 98°13′21″O / 48.33250, -98.22250. Según la Oficina del Censo de los Estados Unidos, el municipio tiene una superficie total de 93.6 km², de la cual 89,69 km² corresponden a tierra firme y (4,18 %) 3,91 km² es agua.

## Demografía
Según el censo de 2010, había 37 personas residiendo en el municipio de Shepherd. La densidad de población era de 0,4 hab./km². De los 37 habitantes, el municipio de Shepherd estaba compuesto por el 100 % blancos. Del total de la población el 0 % eran hispanos o latinos de cualquier raza.